# 塞普沃
塞普沃（法語：Septvaux）是法国皮卡第大区埃纳省的一个市镇，属于拉昂区库西堡-欧夫里克县。该市镇2009年时的人口为179人。

## 人口
塞普沃人口变化图示
| 数据来源：INSEE |